# Kakan
Kakan is een bestuurslaag in het regentschap Timor Tengah Selatan van de provincie Oost-Nusa Tenggara, Indonesië. Kakan telt 3022 inwoners (volkstelling 2010).